# Victanapis warburton
Genre
Espèce
Victanapis warburton, unique représentant du genre Victanapis, est une espèce d'araignées aranéomorphes de la famille des Anapidae.

## Distribution
Les espèces de ce genre sont endémiques du Victoria en Australie.

## Description
Le mâle holotype mesure 0,81 mm et la femelle paratype 0,83 mm.

## Étymologie
Son nom d'espèce lui a été donné en référence au lieu de sa découverte, Warburton.

## Publication originale
- Platnick & Forster, 1989 : A revision of the temperate South American and Australasian spiders of the family Anapidae (Araneae, Araneoidea). Bulletin of the American Museum of Natural History, no 190, p. 1-139 (texte intégral).